# Lasius spathepus
Lasius spathepus är en myrart som beskrevs av Wheeler 1910. Lasius spathepus ingår i släktet Lasius och familjen myror. Inga underarter finns listade i Catalogue of Life.

## Bildgalleri

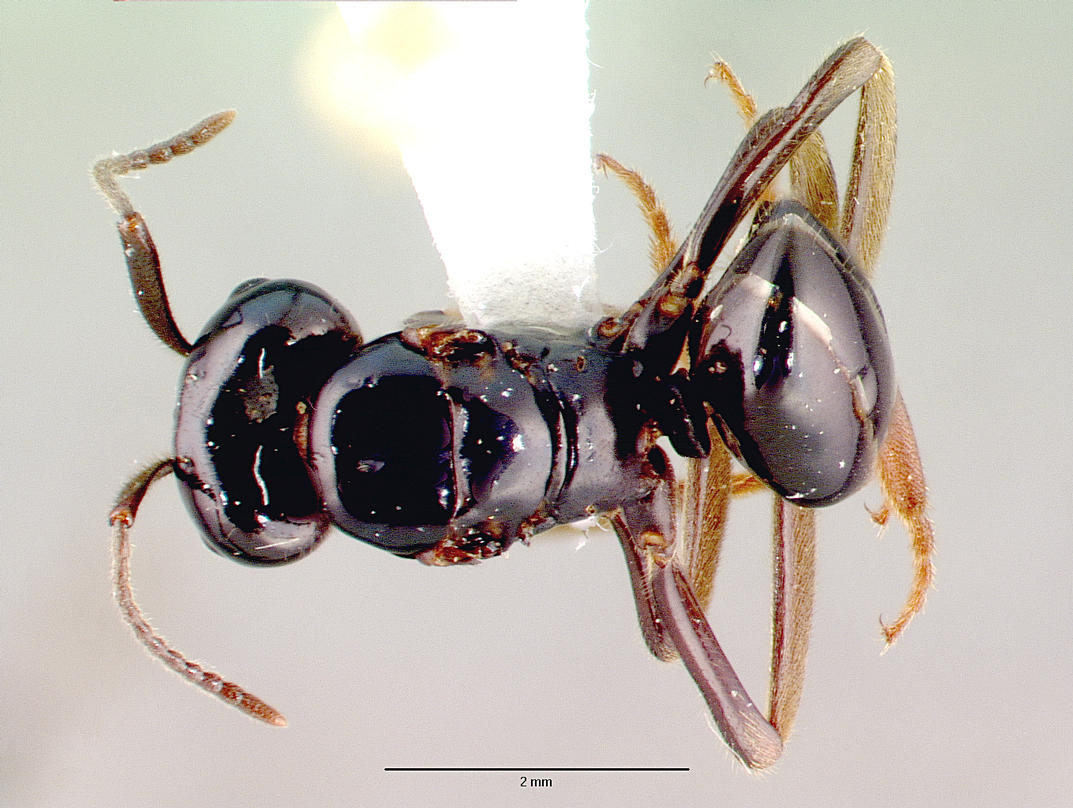
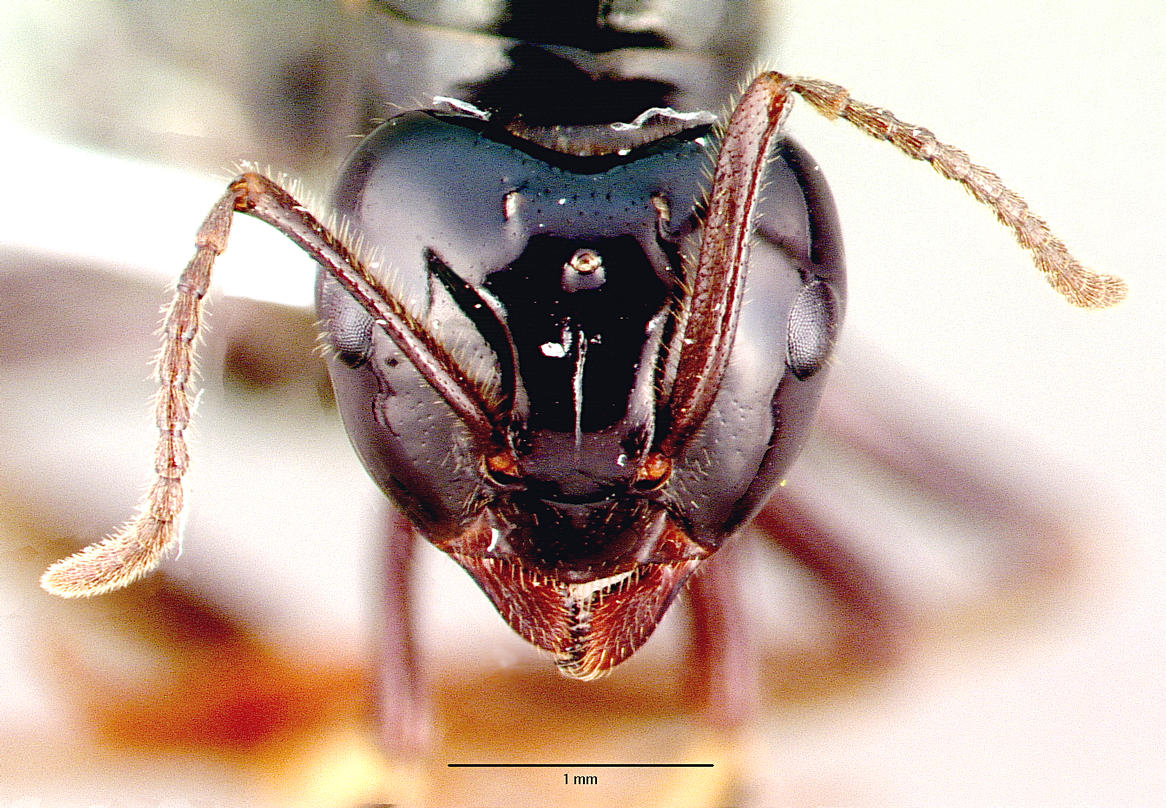
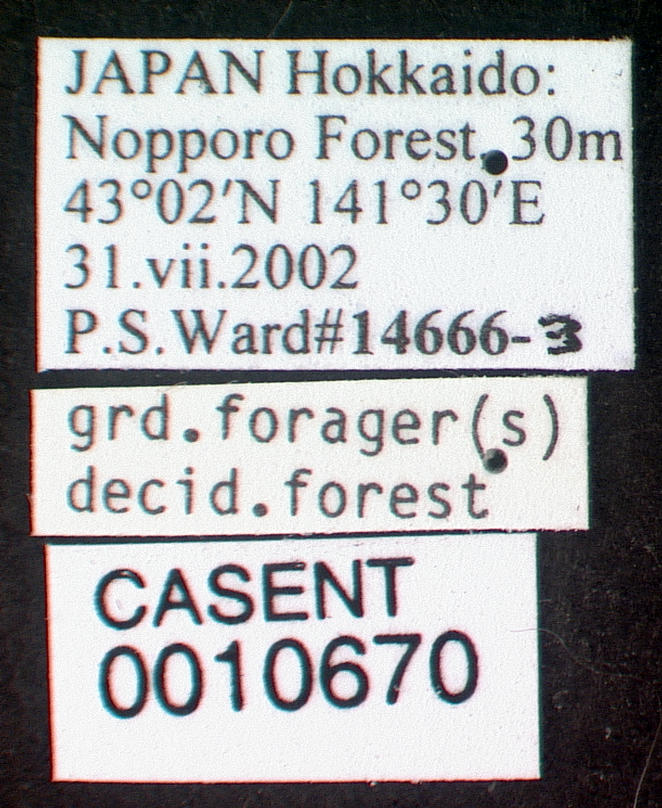
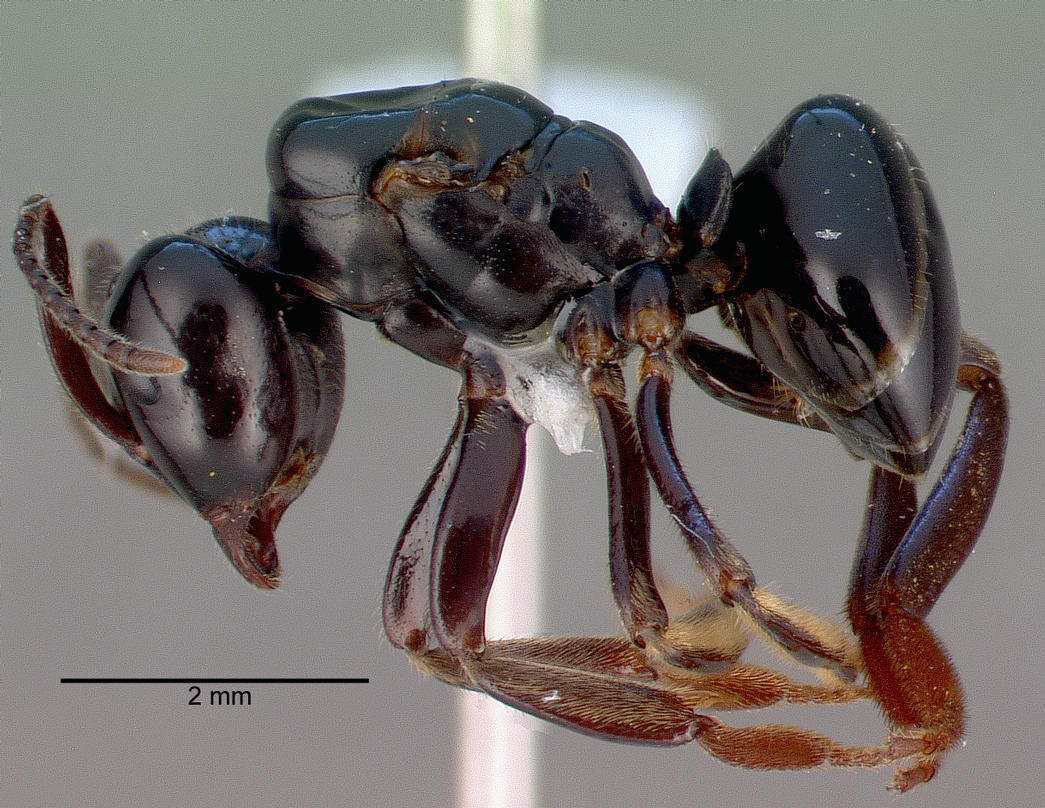